# Клопп, Юрген
Ю́рген Но́рберт Клопп (нем. Jürgen Norbert Klopp, немецкое произношение: [ˈjʏʁɡn̩ ˈklɔp] (слушать)о файле; род. 16 июня 1967[…], Штутгарт) — немецкий футбольный тренер, ранее выступавший как футболист на позиции защитника. Признаётся одним из лучших тренеров в мире.
Большую часть своей игровой карьеры провёл в клубе «Майнц 05»; трудолюбивый и физически сильный игрок, он первоначально играл на позиции нападающего, а затем был переведён в защиту. Завершив карьеру в 2001 году, Клопп стал тренером клуба и добился повышения в Бундеслигу в 2004 году. Потерпев понижение в сезоне 2006/07 и не сумев добиться повышения в классе, немец ушёл в отставку в 2008 году, став самым продолжительным тренером клуба. Затем стал тренером дортмундской «Боруссии» и привёл её к титулу чемпиона Бундеслиги в сезоне 2010/11, а затем выиграл первый в истории Дортмунда «золотой» дубль в рекордном сезоне. Клопп также привёл «Дортмунд» ко второму месту в Лиге чемпионов УЕФА 2012/13, а в 2015 году покинул команду в качестве самого продолжительного тренера.
В 2015 году был назначен главным тренером «Ливерпуля». Он вывел клуб в финал Лиги чемпионов УЕФА трижды: в 2018, 2019, а также в 2022 году, выиграв предпоследний из них и завоевав свой первый — и шестой для «Ливерпуля» — титул в этом турнире. В сезоне 2018/19 команда Клоппа заняла 2-е место в Премьер-лиге, набрав 97 очков — третий по величине показатель в истории высшего дивизиона Англии и самый большой показатель для команды, не выигравшей титул. В следующем сезоне немец выиграл Суперкубок УЕФА и первый для «Ливерпуля» Клубный чемпионат мира ФИФА, а затем завоевал первый для английского клуба титул чемпиона Премьер-лиги, на пути к которому его команда набрала 99 очков — второй по величине показатель в высшем английском дивизионе — и побила ряд рекордов высшей лиги. Эти достижения принесли ему две премии «Тренер года ФИФА» в 2019 и 2020 годах.
Известный сторонник гегенпрессинга, когда команда после потери владения мячом сразу же пытается вернуть его себе, а не отступает назад, чтобы перегруппироваться. Эксперты и коллеги-тренеры называют его команду «хэви-металлической», ссылаясь на её прессинг и высокую атакующую результативность. Специалист называл своими главными источниками влияния итальянского тренера Арриго Сакки и бывшего тренера «Майнца» Вольфганга Франка. Важность эмоций — это то, что Клопп подчёркивал на протяжении всей своей карьеры тренера, и он получил известность благодаря своим восторженным празднованиям на боковой линии.

## Ранняя жизнь и карьера игрока
Юрген Клопп родился в Штутгарте, столице земли Баден-Вюртемберг, в семье Элизабет и Норберта Клоппа, продавца и бывшего вратаря. Большая часть детства Клоппа прошла в деревне Глаттен. Отец прививал любовь к спорту двум своим дочерям (у Юргена две старших сестры), но после рождения сына переключился на него. В юности он начал играть за местный клуб «Глаттен», а затем за «Эргенцинген», затем в «Пфорцхайм», а затем в трёх франкфуртских клубах, «Айнтрахт II», «Виктория Зинлинген» и «Рот-Вайсс Франкфурт». Клопп познакомился с футболом благодаря своему отцу, в юности он болел за «Штутгарт». В детстве Юрген хотел стать врачом, но не верил, что он «достаточно умён для медицинской карьеры», говоря: "Когда нам вручали аттестаты о среднем образовании, мой ректор сказал мне: «Я надеюсь, что у тебя всё получится с футболом, иначе всё будет не очень хорошо».
Играя в футбол на любительском уровне, Клопп подрабатывал, в том числе работал в местном магазине видеопроката и трудился грузчиком. В 1988 году, учась в университете имени Гёте во Франкфурте, а также играя за непрофессиональную команду «Айнтрахт» (Франкфурт). Летом 1990 года Клопп был подписан клубом «Майнц 05». В «Майнце» он провёл большую часть своей профессиональной карьеры, с 1990 по 2001 год, а его отношение к делу и самоотдача сделали его любимцем болельщиков. В 1995 году будучи изначально нападающим, Клопп начал играть в качестве защитника. В том же году Юрген получил диплом по спортивной науке в университете им. Гёте во Франкфурте, написав диссертацию о ходьбе. Он завершил карьеру в качестве рекордного бомбардира «Майнца 05», забив в общей сложности 56 голов, включая 52 гола в чемпионате.
Клопп признался, что как игрок он чувствовал себя более подходящим для роли тренера, описав себя так: «У меня были ноги четвёртого дивизиона и голова первого дивизиона». Вспоминая о своём выступлении в «Айнтрахте», где он играл вместе с Андреасом Мёллером, Клопп рассказал, как в свои 19 лет он думал: «Если это футбол, то я играю в совершенно другую игру. Он был мирового класса. Я даже не был классом». Будучи игроком, Клопп внимательно следил за методами своего тренера на тренировочном поле, а также совершал еженедельные поездки в Кёльн для обучения у Эриха Рутемёллера, чтобы получить лицензию футбольного тренера.

## Тренерская карьера

### «Майнц 05»
27 февраля 2001 года Юрген Клопп был назначен главным тренером клуба «Майнц 05» после увольнения Экхарда Краутцуна. На следующий день после этого Клопп провёл первый матч, в котором «Майнц» одержал домашнюю победу над «Дуйсбургом» со счётом 1:0. Клопп выиграл шесть из своих первых семи матчей, заняв в итоге 14-е место и избежав вылета с одной игрой в запасе. В своём первом полном сезоне на посту главного тренера в 2001/02 годах Клопп привёл «Майнц» к 4-му месту в чемпионате, применив свою излюбленную тактику прессинга и контрпрессинга. В сезоне 2002/03 годах «Майнц» снова занял 4-е место в чемпионате, но в заключительный день ему было отказано в повышении в классе из-за разницы мячей. После двух сезонов разочарований Клопп привёл «Майнц» к третьему месту в сезоне 2003/04, обеспечив повышение в Бундеслигу впервые в истории клуба.
Несмотря на самый маленький бюджет и самый маленький стадион в лиге, немецкий клуб занял 11-е место в своём первом сезоне в высшей лиге. В сезоне 2005/06 команда Клоппа снова заняла 11-е место, а также обеспечила себе квалификацию в Кубок УЕФА 2005/06, хотя и была выбита в первом раунде будущим чемпионом — «Севильей». В конце сезона 2006/07 «Майнц 05» был понижен в классе, но Клопп решил остаться в клубе. Однако, не сумев добиться повышения в классе на следующий год, Клопп ушёл в отставку в конце сезона 2007/08.
Он закончил сезон с рекордом 109 побед, 78 ничьих и 83 поражения.

### «Боруссия» Дортмунд

#### Последовательные титулы чемпиона, первый европейский финал (2008—2013)
В мае 2008 года Клопп получил предложение стать новым главным тренером дортмундской «Боруссии». Несмотря на интерес со стороны чемпионов Германии «Баварии», Клопп в итоге подписал двухлетний контракт с клубом, который при предыдущем тренере Томасе Долле занял неутешительное 13-е место. Первая игра в качестве тренера состоялась 9 августа 2008 года, когда он выиграл 3:1 в Кубке Германии в гостях у «Рот-Вайсс Эссен». В своём первом сезоне немец выиграл свой первый трофей с клубом, победив чемпионов Германии «Баварию» и завоевав Суперкубок Германии 2008 года. Он привёл клуб к финишу на 6-м месте в своём первом сезоне. В следующем сезоне Клопп обеспечил себе европейский футбол, приведя Дортмунд к финишу на 5-м месте, несмотря на один из самых молодых составов команды в чемпионате.
Проиграв 0:2 леверкузенскому «Байеру» в день открытия Бундеслиги сезона 2010/11, дортмундцы Клоппа выиграли четырнадцать из следующих пятнадцати матчей, обеспечив себе 1-е место в чемпионате на Рождество. 30 апреля 2011 года они завоевали титул чемпиона Бундеслиги, свой седьмой титул чемпиона, с двумя матчами в запасе, победив дома «Нюрнберг» (2:0). Команда немца стала самой молодой командой, выигравшей Бундеслигу. Клопп и его команда успешно защитили свой титул, выиграв Бундеслигу 2011/12. Их общее количество очков в том сезоне (81) было самым большим в истории Бундеслиги, а 47 очков, заработанных во второй половине сезона, также установили новый рекорд. Их 25 побед в лиге сравнялись с рекордом «Баварии», а 28 матчей без поражений стали лучшими в истории немецкой высшей лиги. В 2011 году дортмундцы проиграли Суперкубок Германии в Рурском дерби против «Шальке 04». 12 мая 2012 года Клопп оформил первый в истории клуба дубль, победив «Баварию» со счётом 5:2 в финале Кубка Германии 2012 года, который он назвал «лучшим, чем [он] мог себе представить».
Форма «жёлто-черных» в сезоне 2012/13 была не столь впечатляющей, как в предыдущей кампании, и Клопп настаивал на том, что его команда сосредоточится на Лиге чемпионов, чтобы компенсировать разочаровывающее выступление в этом турнире в предыдущем сезоне. Команда немца попала в группу смерти с «Манчестер Сити», «Реал Мадридом» и «Аяксом». Однако они не проиграли ни одной игры, заняв первое место в группе благодаря впечатляющим выступлениям. «Дортмунд» снова встретился с мадридским «Реалом» Жозе Моуринью, на этот раз в полуфинале. После отличного результата в первом матче дома (победа 4:1), поражение 0:2 позволило «Дортмунду» выйти в финал. 23 апреля 2013 года было объявлено, что ключевой плеймейкер «шмелей» Марио Гётце переходит 1 июля 2013 года в конкурирующую «Баварию» после того, как они активировали опцию выкупа за 37 млн евро. Клопп признал, что раздражён тем, когда объявили о переходе Гётце, поскольку это произошло за 36 часов до полуфинала Лиги чемпионов с мадридским «Реалом». Позже тренер сказал, что у «Дортмунда» не было шансов убедить игрока остаться в Дортмунде, заявив: «Он — любимец Пепа Гвардиолы». «Боруссия» проиграла в финале «Баварии» (1:2), гол на 89-й минуте забил Арьен Роббен. «Дортмунд» занял 2-е место в Бундеслиге. Они также проиграли Суперкубок Германии 2012 года, и были выбиты из Кубка Германии в 1/8 финала.

#### Последние годы в Дортмунде (2013—2015)
В начале сезона 2013/14 Клопп продлил свой контракт до июня 2018 года. 17 марта 2014 года тренер получил штраф в размере 10 000 евро после удаления с матча Бундеслиги против мёнхенгладбахской «Боруссии». Удаление стало результатом «словесной атаки» на судью Дениза Айтекина, который заявил, что поведение Клоппа было «грубым более чем в одном случае». Председатель правления дортмундской «Боруссии» Ханс-Йоахим Ватцке заявил, что «я должен поддержать Юргена Клоппа на 100 процентов в этом деле», поскольку он не видит причин для штрафа и отрицает, что тренер оскорбил четвёртого судью. «Дортмунд» закончил сезон 2013/14 на втором месте. 4 января 2014 года было объявлено, что звёздный нападающий команды Клоппа Роберт Левандовский подписал предконтрактное соглашение перед переходом в «Баварию» в конце сезона, став вторым ключевым игроком после Гётце, покинувшим клуб в течение года. Также в сезоне 2013/14 «Дортмунд» выиграл Суперкубок Германии 2013 года, но был выбит из Лиги чемпионов в четвертьфинале окончательным чемпионом «Реалом».
«Дортмунд» начал сезон 2014/15, выиграв Суперкубок Германии 2014 года. После разочаровывающего начала сезона Клопп объявил в апреле, что он покинет «Боруссию Дортмунд» в конце сезона 2014/15, сказав: «Я уверен, что принял правильное решение. Этот клуб заслуживает того, чтобы его тренировал специалист, подходящий ему на 100 %», а также добавил: «Я решил объявить о своей отставке именно сейчас, потому что в последние несколько лет решения о продаже некоторых игроков принимались слишком поздно, и у клуба не оставалось времени для реагирования на ситуацию», имея в виду уход Гётце и Левандовского в предыдущих сезонах. Он опроверг предположения о том, что устал от роли, сказав: «Дело не в том, что я устал. У меня не было никаких контактов с клубами из Англии или какой-то другой страны, хотя я не намерен брать паузу в карьере». Столкнувшись с тезисом, что форма «Боруссии» сразу же улучшилась после объявления, он пошутил: «Если бы я знал, я бы объявил об этом в начале сезона». Его последним матчем во главе команды был финал Кубка Германии 2015 года, который «шмели» проиграли 1:3 «Вольфсбургу». «Боруссия» заняла 7-е место в чемпионате и была выбита «Ювентусом» из Лиги чемпионов в 1/8 финала.
Он закончил чемпионат с рекордом 179 побед, 69 ничьих и 70 поражений.

### «Ливерпуль»

#### Два поражения в финале и возвращение в Лигу чемпионов (2015—2017)
Мы должны превратиться из сомневающихся в верующих.
8 октября 2015 года Юрген Клопп заключил трёхлетний контракт на пост главного тренера «Ливерпуля», сменив на этом посту Брендана Роджерса.
Согласно El País, совладелец «Ливерпуля» Джон Уилльям Генри не доверял общественному мнению, поэтому он искал математический метод, очень похожий на Moneyball, подход, который Генри использовал для «Бостон Ред Сокс», приведя их к трём победам в Мировой серии, которой он также владеет через Fenway Sports Group. Математической моделью оказалась модель физика из Кембриджа Яна Грэма, которая была использована для выбора тренера Клоппа и игроков, необходимых «Ливерпулю» для победы в Лиге чемпионов. На своей первой пресс-конференции немецкий специалист описал свою новую команду, сказав: «Это не просто клуб, это особенный клуб. Я уже работал с двумя особенными клубами — „Майнцем“ и дортмундской „Боруссией“. Для меня это идеальный шаг вперёд» и заявил о своём намерении завоевать трофеи в течение четырёх лет. Во время своей первой конференции Клопп назвал себя «нормальным» (англ. The Normal One), пародируя знаменитое заявление Жозе Моуринью «особенный» (англ. The Special One) в 2004 году.
Дебют Клоппа состоялся 17 октября 2015 года в гостевой ничьей 0:0 с «Тоттенхэм Хотспур». 28 октября 2015 года немецкий специалист одержал свою первую победу в качестве тренера «Ливерпуля» над «Борнмутом» в Кубке лиги и вышел в четвертьфинал. Его первая победа в Премьер-лиге состоялась три дня спустя — 3:1 в гостях над «Челси». После трёх ничьих 1:1 в стартовых матчах Лиги Европы «красные» победили казанский «Рубин» со счётом 1:0, что стало первой победой Клоппа в Европе в качестве главного тренера «Ливерпуля». 6 февраля 2016 года он пропустил матч чемпионата, чтобы сделать операцию по удалению аппендицита. 28 февраля 2016 года «Ливерпуль» проиграл финал Кубка лиги 2016 года на «Уэмбли» «Манчестер Сити» по пенальти. 17 марта 2016 года «Ливерпуль» Клоппа вышел в четвертьфинал Лиги Европы, победив «Манчестер Юнайтед» со счётом 3:1 по сумме двух матчей. 14 апреля 2016 года английский клуб одержал победу со счётом 3:1 во втором тайме во втором матче четвертьфинала против своего бывшего клуба, дортмундской «Боруссии», со счётом 4:3 и вышел в полуфинал со счётом 5:4 по сумме двух матчей. 5 мая 2016 года Клопп вывел «Ливерпуль» в первый европейский финал с 2007 года, победив «Вильярреал» со счётом 3:1 по сумме двух матчей в полуфинале Лиги Европы. В финале «красные» встретились с «Севильей» и проиграли со счётом 1:3, причём Дэниел Старридж забил первый гол за английский клуб в первом тайме. Сезон 2015/16 «Ливерпуль» закончил на восьмом месте.
8 июля 2016 года Клопп и его тренерский штаб подписали шестилетние соглашения о продлении контрактов с «Ливерпулем» до 2022 года. 21 мая 2017 года «красные» впервые с сезона 2014/15 квалифицировались в Лигу чемпионов, выиграв дома у «Мидлсбро» со счётом 3:0 и заняв 4-е место в сезоне 2016/17 Премьер-лиги.

#### Победа в Лиге чемпионов (2017—2019)
Команда Клоппа заняла 4-е место в Премьер-лиге в сезоне 2017/18, обеспечив себе квалификацию в Лигу чемпионов второй сезон подряд. Наряду с появлением Эндрю Робертсона и Трента Александера-Арнольда в качестве постоянных игроков на позиции защитника, Вирджил ван Дейк и Деян Ловрен создали сильное партнёрство в центре обороны «Ливерпуля», причём голландцу приписывают заслугу в улучшении предыдущих проблем в обороне «красных». В 2018 году Клопп вывел «Ливерпуль» в первый с 2007 года финал Лиги чемпионов после победы в четвертьфинале над возможными чемпионами Премьер-лиги «Манчестер Сити» со счётом 5:1 и победы над «Ромой» в полуфинале со счётом 7:6. Однако в финале «Ливерпуль» проиграл «Реалу» со счётом 1:3. Это было шестое поражение Клоппа в семи крупных финалах. Несмотря на атакующее мастерство, команду немца критиковали за относительно большое количество пропущенных голов, и Клопп попытался улучшить ситуацию, подписав защитника Вирджила ван Дейка в январское трансферное окно за 75 миллионов фунтов стерлингов, что стало мировым рекордом по стоимости трансфера защитника. В летнее трансферное окно специалист сделал ряд громких приобретений, включая полузащитников Наби Кейта и Фабиньо, нападающего Джердана Шакири и вратаря Алиссона.
«Ливерпуль» начал сезон 2018/19 с лучшего старта в истории клуба, выиграв первые шесть матчей. 2 декабря 2018 года Клопп был обвинён в нарушении дисциплины после того, как выбежал на поле во время мерсисайдского дерби, чтобы отпраздновать победный гол Дивока Ориги на 96-й минуте с вратарем Алиссоном. После победы над «Вулверхэмптон Уондерерс» со счётом 2:0 «Ливерпуль» завершил Рождество в четырёх очках от лидера чемпионата. Победа над «Ньюкасл Юнайтед» со счётом 4:0 в Боксинг дэй (англ. Boxing day) позволила команде Клоппа увеличить свой отрыв в чемпионате до шести очков к середине сезона, а также стать лишь четвёртой командой Премьер-лиги, не знающей поражений на этом этапе. Это была 100-я победа немца в 181 матче в качестве тренера английского клуба. Оборонительные дополнения Клоппа оказались эффективными, поскольку его команда установила рекорд по количеству пропущенных голов на этой стадии сезона высшей лиги, пропустив всего 7 мячей и сохранив 12 сухих матчей в 19 матчах. 29 декабря 2018 года его команда разгромила «Арсенал» со счётом 5:1 на «Энфилде», продлив свою беспроигрышную домашнюю серию в лиге до 31 матча, что соответствует её лучшей серии в турнирах. Благодаря этому результату «Ливерпуль» вышел на девять очков вперёд и выиграл все 8 своих матчей в декабре. Впоследствии Клопп получил награду «Тренер месяца Премьер-лиги» за декабрь 2018 года. Его команда завершила сезон на втором месте, уступив «Манчестер Сити», которому она нанесла единственное поражение в сезоне. Выиграв все девять последних матчей, «Ливерпуль» Клоппа набрал 97 очков, что является третьим по величине показателем в истории английского высшего дивизиона и наибольшим количеством очков, набранных командой, не выигравшей титул, и второй сезон подряд остаётся непобедимым дома. Тридцать побед в лиге стали рекордом клуба по количеству побед за сезон.
В 2018—2019 годах «Ливерпуль» Клоппа не смог добиться успеха во внутренних кубковых турнирах. 26 сентября 2018 года команда немца выбыла в третьем раунде Кубка лиги, проиграв 2:1 «Челси», что стало первым поражением в сезоне во всех турнирах, а также выбыла из Кубка Англии, проиграв 1:2 «Вулверхэмптону» в третьем раунде. Несмотря на отсутствие успеха во внутренних кубковых турнирах, «красные» удачно выступили в Лиге чемпионов 2018/19. Команда Клоппа заняла 2-е место в своей группе по количеству забитых мячей и вышла в плей-офф, а затем сыграла вничью с чемпионами Германии «Баварией» в 1/8 финала. Безголевая ничья в первом матче, а затем победа со счётом 3:1 во втором матче на «Альянц Арене» позволили «Ливерпулю» выйти в четвертьфинал. В четвертьфинале «Ливерпуль» выиграл у «Порту» с общим счётом 6:1 и вышел в полуфинал, где «Ливерпуль» Клоппа встретился с фаворитами турнира — «Барселоной». После поражения 0:3 на «Камп Ноу», немец, как сообщается, попросил своих игроков «просто попытаться» или «потерпеть неудачу самым красивым способом» в ответном матче на «Энфилде». Во втором матче его команда преодолела отставание в счёте, выиграв со счётом 4:0 и выйдя в финал с общим счётом 4:3, несмотря на отсутствие Мохаммеда Салаха и Роберто Фирмино из-за травм, что было названо одним из величайших камбэков в истории Лиги чемпионов. В финале на стадионе «Метрополитано» в Мадриде против «Тоттенхэм Хотспур» «Ливерпуль» выиграл 2:0 благодаря голам Мохаммеда Салаха и Дивока Ориги, что принесло Клоппу его первый трофей с «Ливерпулем», первый титул чемпиона Лиги чемпионов и шестой титул чемпиона Европы/Лиги чемпионов в целом.

#### Первый титул «Ливерпуля» в Премьер-лиге (2019—2020)
Сезон 2019/20 команда Клоппа начала с игры с «Манчестер Сити» в турнире за Суперкубок Англии 2019 года, который они проиграли со счётом 4:5 по пенальти. Выиграв Лигу чемпионов 2018/19, команда немца сыграла с чемпионами Лиги Европы 2018/19 и соперниками по Премьер-лиге «Челси» в Суперкубке УЕФА 2019 года. Сравняв счёт после дополнительного времени, команда Клоппа выиграла по пенальти со счётом 5:4, что принесло немецкому специалисту второй трофей с клубом. Это был четвёртый трофей «Ливерпуля» в этом турнире, что позволило ему уступить только «Барселоне» и «Милану», у которых было по пять титулов. В Премьер-лиге 2019/20 «Ливерпуль» выиграл первые шесть матчей и поднялся на пять очков вверх по турнирной таблице.
После четвёртой игровой недели Клопп был назван тренером месяца Премьер-лиги за август, что стало его четвёртой наградой ежемесячного приза. Победа на выезде над «Челси» со счётом 2:1 установила клубный рекорд — семь побед подряд на выезде и сделала «красных» первым клубом Премьер-лиги, выигравшим первые шесть матчей подряд. 23 сентября 2019 года Клопп был назван The Best FIFA Football Awards 2019 за 2019 год, опередив Пепа Гвардиолу и Маурисио Почеттино. На церемонии награждения немец сообщил, что он присоединился к движению «Общая цель» (англ. Common Goal) и жертвует 1 % от своей зарплаты в благотворительную организацию, которая финансирует организации по всему миру, использующие футбол для решения социальных проблем. 11 октября было объявлено, что Клопп стал лучшим тренером месяца за сентябрь, получив эту награду второй месяц подряд.
30 ноября после победы над «Брайтон энд Хоув Альбион» (2:1), Клопп установил рекорд «Ливерпуля» — 31 матч подряд без поражений, начиная с последнего поражения от «Манчестер Сити» 3 января 1988 года. Через неделю после победы над «Эвертоном» (5:2) его команда побила этот рекорд. После победы над «Ред Булл Зальцбург» 10 декабря, благодаря которой «Ливерпуль» занял 1-е место в своей группе Лиги чемпионов, Клопп подписал продление контракта, по которому он останется в клубе до 2024 года. В декабре 2019 года немец получил свою третью награду «Тренер месяца Премьер-лиги» за ноябрь, выиграв все четыре матча лиги с «Ливерпулем». 21 декабря 2019 года он привёл «Ливерпуль» к первому трофею Клубного чемпионата мира ФИФА, победив в финале «Фламенго», сделав свою команду первой английской командой, выигравшей международный трофей — Лигу чемпионов, Суперкубок УЕФА и Клубный чемпионат мира ФИФА. Его команда завершила 2019 год домашней победой над «Вулверхэмптоном» со счётом 1:0. Этот результат продлил беспроигрышную домашнюю серию «Ливерпуля» до 50 матчей и обеспечил «красным» Клоппа 13-очковый отрыв от лидера турнирной таблицы. Впоследствии он был назван тренером месяца Премьер-лиги за декабрь, получив награду в четвёртый раз в этом сезоне. Победа 1:0 на выезде над «Тоттенхэм Хотспур» 11 января 2020 года продлила беспроигрышную серию «Ливерпуля» до 38 матчей в чемпионате, что стало клубным рекордом. В общей сложности «Ливерпуль» набрал 61 очко в 21 матче, что является самым большим показателем на этом этапе сезона для команды из пяти ведущих европейских лиг. 1 февраля 2020 года команда Клоппа выиграла дома у «Саутгемптона» со счётом 4:0 и вышла на 22 очка вперёд в Премьер-лиге, что стало самым большим отрывом на конец дня в истории английской Премьер-лиги, а после поражения «Манчестер Сити» от «шпор», занявшего 2-е место на следующий день, — самым большим разрывом между первым и вторым местом в истории Премьер-лиги. Впоследствии Клопп был назван тренером месяца Премьер-лиги за январь — уже пятый раз в сезоне, побив рекорд по количеству побед в этой номинации за один сезон.
Мы чемпионы Англии, Европы и мира. Пять лет назад я попросил болельщиков поверить в нас. Я сказал сомневающимся стать верующими, и они сделали это.
24 февраля 2020 года в результате домашней победы над «Вест Хэм Юнайтед» (3:2) команда Клоппа сравнялась с рекордсменами высшей лиги Англии по количеству побед подряд (18) и по количеству побед подряд дома (21, установленный командой «Ливерпуль» Билла Шенкли в 1972 году); последняя победа стала рекордом эпохи Премьер-лиги. Клопп сказал после игры, что он «никогда не думал, что рекорд [побед „Манчестер Сити“] будет побит или превзойдён». Победа 2:1 над «Борнмутом» на «Энфилде» 7 марта позволила «Ливерпулю» установить рекорд высшей лиги Англии — 22 домашние победы подряд. 25 июня 2020 года команда Клоппа завоевала титул чемпиона Премьер-лиги 2019/20 за 7 игр до конца; это был девятнадцатый титул клуба, первый с 1989/90 и первый в эпоху Премьер-лиги. В текущем сезоне «Ливерпуль» установил ряд рекордов высшей лиги Англии, включая наибольшее количество побед подряд на домашней арене (23), наибольший очковый отрыв в конце игровой недели (22), и после победы в лиге добился необычного достижения — выиграл Премьер-лигу раньше любой другой команды по количеству сыгранных матчей (осталось семь) и позже любой другой команды по дате (став единственной командой, завоевавшей титул в июне). Начиная с предыдущего сезона, «Ливерпуль» также имел 44-матчевую беспроигрышную серию в лиге — вторую по продолжительности серию в истории высшей лиги, которая завершилась победой над «Уотфордом» 29 февраля 2020 года. В конце сезона Клопп был назван тренером года по версии LMA, а также тренером сезона Премьер-лиги.

#### Успех в Англии и за её пределами (2020—2022)
После победы в первых трёх матчах сезона 2020/21 против «Лидс Юнайтед», «Челси» и «Арсенала», 4 октября 2020 года команда Клоппа проиграла на выезде «Астон Вилле» со счётом 2:7. Это был первый случай, когда «Ливерпуль» пропустил 7 голов в матче лиги с 1963 года. Однако после спорной ничьей в первом мерсисайдском дерби сезона, в котором звёздный защитник Вирджил ван Дейк получил травму до конца сезона, команда вернулась к победам над «Шеффилд Юнайтед» и «Вест Хэмом». На международный перерыв они ушли третьими в лиге и первыми в своей группе в Лиге чемпионов после победы 5:0 над «Аталантой». 22 ноября Клопп привёл «Ливерпуль» к рекордному 64-му подряд непобедимому матчу в лиге на «Энфилде», превзойдя предыдущий рекорд в 63 матча при Бобе Пейсли в период с 1978 по 1981 год — победа 3:0 над «Лестер Сити». 17 декабря 2020 года Клопп был назван лучшим мужским тренером ФИФА второй год подряд на церемонии FIFA Best Football Awards, приведя клуб к первому за 30 лет триумфу в чемпионате. 20 декабря немец стал лучшим спортивным тренером года по версии BBC. В начале 2021 года, когда «Ливерпуль» остался без трёх основных центральных защитников, которые были травмированы до конца сезона, «красные» опустились на 8-е место в марте. Затем «Ливерпуль» одержал победу в десяти последних матчах чемпионата, одержав восемь побед и две ничьи, что позволило им занять 3-е место в сезоне Премьер-лиги 2020/21. В этом сезоне Клопп использовал новое защитное партнёрство в лице Ната Филлипса и Риса Уильямса, которые не имели опыта игры в Премьер-лиге, а также одержал первую победу на «Олд Траффорд», где «Ливерпуль» победил со счётом 4:2. Пять побед в чемпионате в мае позволили Клоппу стать лучшим тренером месяца в Премьер-лиге, что стало девятым случаем, когда он получил эту награду.
Начав сезон 2021/22 с пяти побед и трёх ничьих в первых восьми матчах чемпионата, 24 октября 2021 года «Ливерпуль» обыграл «Манчестер Юнайтед» на «Олд Траффорд» со счётом 5:0. Это была 200-я победа Клоппа в 331 матче под руководством «Ливерпуля», и он стал самым быстрым тренером в истории клуба, достигшим этого рубежа. 1 декабря немецкий специалист привёл «Ливерпуль» к выездной победе над «Эвертоном» со счётом 4:1 в Премьер-лиге, и клуб стал первой командой в истории высшей лиги Англии, забившей не менее двух голов в 18 матчах подряд во всех турнирах. 7 декабря «Ливерпуль» победил «Милан» со счётом 2:1 и стал первым английским клубом, выигравшим все шесть групповых матчей Лиги чемпионов в истории этого турнира. 16 декабря Клопп стал самым быстрым тренером в истории «Ливерпуля», одержавшим 150 побед в чемпионате, выиграв дома у «Ньюкасл Юнайтед» со счётом 3:1, что стало 2000-й победой «Ливерпуля» в высшей лиге. 27 февраля 2022 года он вывел «Ливерпуль» в первый с 2016 года финал Кубка лиги 2022, в котором после ничьей 0:0, перешедшей в дополнительное время, «Челси» Томаса Тухеля проиграл по пенальти со счётом 11:10. Это была рекордная девятая победа «Ливерпуля» и первая с 2012 года. 15 апреля после увольнения Шона Дайча из «Бернли» Клопп стал самым долгоиграющим тренером в Премьер-лиге. 28 апреля немецкий специалист подписал двухлетний контракт, продлив своё пребывание в «Ливерпуле» до 2026 года. 14 мая в финале Кубка Англии 2022 года «Ливерпуль» выиграл свой первый Кубок Англии с финала 2006 года, вновь победив «Челси», на этот раз 6:5 по пенальти, а Клопп стал первым немецким тренером, выигравшим этот трофей. «Ливерпуль» занял второе место в Премьер-лиге, уступив 0:1 «Реалу» в финале Лиги чемпионов 2022 года.

#### Полный комплект трофеев и отъезд из Англии (2022—2024)
30 июля 2022 года «Ливерпуль» открыл сезон 2022/23 победой над «Манчестер Сити» со счётом 3:1, что стало первой победой Клоппа в Суперкубке Англии. 27 августа Клопп привёл «Ливерпуль» к победе 9:0 над «Борнмутом», которая стала самой крупной победой в истории Премьер-лиги. 12 октября немец привёл «Ливерпуль» к выездной победе над «Рейнджерс» со счётом 7:1 в Лиге чемпионов 2022/23, а Мохаммед Салах побил рекорд Бафетимби Гомиса по самому быстрому хет-трику в Лиге чемпионов за всю историю. 5 марта 2023 года «Ливерпуль» одержал свою самую крупную победу над «Манчестер Юнайтед» со счётом 7:0 на «Энфилде». Этот результат превзошёл предыдущий рекорд «Ливерпуля», установленный в октябре 1895 года — победа 7:1 во Втором дивизионе. Длительные травмы таких игроков, как Тьяго Алькантара, на протяжении сезона привели к появлению игрока академии Кертиса Джонса в качестве постоянного игрока стартового состава «Ливерпуля» к концу сезона. В конце сезона 2022/23 «Ливерпуль» не сумел пройти квалификацию Лиги чемпионов. Предполагалось, что причинами непопадания в Лигу чемпионов стали ухудшение формы ключевых игроков команды и большое количество травм, полученных игроками английского клуба. 21 мая 2023 года, говоря о реальности участия в Лиге Европы в следующем сезоне, Клопп заявил, что «Ливерпуль» «сделает [Лигу Европы] своим турниром» .
26 января 2024 года Юрген Клопп объявил, что покинет пост главного тренера «Ливерпуля» после завершения сезона 2023/24 и сделает перерыв в футбольной деятельности. Он объяснил это тем, что у него «заканчивается энергия» и что он «не может делать эту работу снова и снова». Клопп также отметил, что «не будет управлять другой командой в Англии, кроме «Ливерпуля».
В октябре 2024 года Клопп подписал контракт со спортивной компанией «Ред Булл», став её консультантом с 1 января 2025 года.
1 октября 2024 года Клопп получил Орден «За заслуги перед Федеративной Республикой Германия» от президента Франка-Вальтера Штайнмайера в Дворце Бельвю в Берлине за его вклад в демократию и влияние на мир футбола и многое другое.

## Тренерский стиль

### Тактические расстановки
Клопп является сторонником тактики гегенпрессинга, изобретенной Ральфом Рангником, тактика, при которой команда, потеряв мяч, сразу же пытается вернуть его, а не отступает назад, чтобы перегруппироваться. Клопп заявил, что хорошо отработанная система контрпрессинга может быть более эффективной, чем любой плеймейкер, когда дело доходит до создания моментов. Комментируя свою тактику прессинга, Клопп сказал, что «Лучший момент для выигрыша мяча — сразу после того, как ваша команда его потеряла. Соперник всё ещё ищет ориентиры, куда передать мяч. Он отвлёкся от игры, чтобы совершить захват или перехват, и потратил энергию. И то, и другое делает его уязвимым». Эта тактика требует большой скорости, организованности и выносливости, с идеей вернуть владение мячом как можно дальше вверх по полю, чтобы противостоять возможным контратакам. Она также требует высокого уровня дисциплины: Команда должна быть компактной, чтобы закрывать пространство для прохода соперника, и должна знать, когда прекратить прессинг, чтобы избежать истощения и защититься от длинных мячей, передаваемых в пространство за прессингующей защитой. Несмотря на то, что тактика прессинга Клоппа привела к высокой атакующей результативности, его команду «Ливерпуль» иногда критиковали за неспособность контролировать игру и сохранять чистоту. Однако Юрген разработал свою тактику, включив в неё футбол, основанный на владении мячом, и большую организацию полузащиты, а также курировал трансферы Алиссона, Вирджила ван Дейка, Наби Кейты и Фабиньо перед сезоном 2018/19, в котором «Ливерпуль» показал свой лучший старт в чемпионате в истории клуба и установил рекорд по количеству пропущенных голов в середине сезона, пропустив всего 7 мячей и сохранив 12 чистых ворот.
Если вы отвоевываете мяч высоко на поле и находитесь близко к воротам, то в большинстве случаев от действительно хорошей возможности вас отделяет всего одна передача. Ни один плеймейкер в мире не может быть так же хорош, как качественный контрпрессинг.
Одним из главных влияний Клоппа является итальянский тренер Арриго Сакки, чьи идеи о закрытии пространства в обороне и использовании зон и опорных точек легли в основу тактики контрпрессинга Клоппа, а также Вольфганг Франк, его бывший тренер в бытность игроком «Майнца» с 1995 по 1997, а затем 1998—2000 год. Сам Клопп говорил: «Я никогда не встречал Арриго, однако всему, что я умею как тренер, я научился у Сакки и моего бывшего тренера [Франка], который у Сакки учился».
Важность эмоций Клопп подчёркивал на протяжении всей своей карьеры тренера, говоря: «Тактические аспекты очень важны, вы не можете выигрывать без них, но эмоции делают разницу». Он считает, что игроки должны использовать свои эмоции, описывая, что «[футбол] — единственный вид спорта, где эмоции имеют такое большое влияние». Перед мерсисайдским дерби в 2016 году Клопп сказал: «Лучший футбол — это всегда выражение эмоций».
В свои первые два полных сезона в «Ливерпуле» Клопп почти исключительно использовал расстановку 4-3-3, применяя переднюю тройку из вингеров Мохаммеда Салаха и Садио Мане вокруг «ложной девятки» Роберто Фирмино при поддержке Филипе Коутиньо в полузащите. Эта четвёрка получила прозвище «великолепная четвёрка», так как они обеспечили большинство голов команды за этот период времени. Исключительно высокое количество перехватов Роберто Фирмино для нападающего под руководством Клоппа отражает его стиль игры, требующий высокого прессинга от всех игроков и заставляющий нападающего защищаться спереди. После ухода Коутиньо в январе 2018 года оставшаяся передняя тройка усилила атаку и продолжала создавать моменты, а Салах выиграл «Золотую бутсу» Премьер-лиги в 2018 году, а в 2019 году разделил награду со своим партнёром по команде Мане. В начале сезона 2018/19 Клопп временами использовал расстановку 4-2-3-1, которую он ранее применял в «Боруссии». Хотя отчасти это было связано с рядом травм ключевых игроков, это также позволило Клоппу использовать нового игрока Джердана Шакири, Роберто Фирмино в более креативной роли, а Салаху — в более центральной атакующей позиции. Однако в оставшейся части сезона расстановка 4-3-3, как и в предыдущие два сезона, стала предпочтительной для Клоппа, так как его команда заняла 2-е место в Премьер-лиге и вышла в финал Лиги чемпионов во второй раз подряд, где немец завоевал свой первый титул чемпиона в качестве тренера.

### Имидж
Возможно, Клопп — лучший в мире тренер по созданию команд, которые атакуют [...] Я не знаю, есть ли ещё в мире такая команда, которая атакует таким огромным количеством игроков, которые постоянно перемещаются. [...] Когда Клопп говорит про свой футбол «хэви-метал», я полностью его понимаю. Он очень агрессивный. Болельщикам очень нравится.
Клоппу часто приписывают роль первопроходца в возрождении гегенпрессинга в современном футболе, и коллеги из числа профессиональных тренеров и игроков считают его одним из лучших тренеров в мире. В 2016 году Гвардиола предположил, что Клопп может быть «лучшим тренером в мире по созданию команд, которые атакуют». Немец также получил похвалу за создание конкурентоспособных команд без таких больших затрат, как многие прямые конкуренты, делая акцент на устойчивости, а не на чисто краткосрочном успехе.
Юрген не только переосмыслил принципы управления в современную эпоху, он создал футбольную идентичность, которую олицетворяет каждая из его команд. Благодаря упорному труду и исключительной тренерской работе он добился уровня результативности и постоянства, редко встречающихся в европейском футболе.
Помимо того, что Клопп получает похвалы за свою тактику, он также высоко ценится как мотиватор, а нападающий «Ливерпуля» Роберто Фирмино сказал: «Каждый день он мотивирует нас по-разному», а Гвардиола назвал его «потрясающим мотиватором». В 2019 году исполнительный директор Ассоциации тренеров премьер-лиги (LMA) заявил, что Клопп «переосмыслил управление людьми» в современную эпоху, и подчеркнул его последовательность в европейских турнирах; в первых трёх европейских кампаниях Клоппа с «Ливерпулем» он был непобедим в двухматчевых плей-офф. Джонатан Уилсон из The Guardian назвал Клоппа «чрезвычайно харизматичной фигурой, которая вдохновляет игроков своей индивидуальностью», а Винсент Хоган из Irish Independent написал: «Со времён Билла Шенкли у „Ливерпуля“ не было тренера с такой харизмой».
Клопп получил известность за свои восторженные празднования на боковой линии. В 2018 году он подвергся критике за то, что зашёл «слишком далеко», когда выбежал на поле, чтобы обнять Алиссона в честь победы в добавленное время в мерсисайдском дерби. Пеп Гвардиола выступил в защиту Клоппа, сказав: «Я делал то же самое в матче против „Саутгемптона“. В такие моменты много эмоций».
В июне 2020 года лучший бомбардир «Манчестер Юнайтед» Уэйн Руни ответил на заявление Клоппа о том, что он может повторить успех сэра Алекса Фергюсона в «Манчестер Юнайтед», сказав: «Клопп говорит, что ни один клуб не сможет доминировать так, как „Юнайтед“, но он заблуждается. […] Кажется, Клоппу только 53, и если он проведёт на „Энфилде“ следующие 10 лет, „Ливерпуль“ выиграет минимум пять титулов Премьер-Лиги. Он мог бы продолжать создавать великие команды, потому что, как я уже говорил, игроки переходят в клубы, чтобы работать с такими хорошими тренерами, как он».

## Достижения в качестве тренера

### Командные достижения
«Боруссия Дортмунд»
- Чемпион Германии (2): 2010/11, 2011/12
- Обладатель Кубка Германии: 2011/12
- Обладатель Суперкубка Германии (2): 2013, 2014
- Финалист Лиги чемпионов: 2012/13
- Итого: 5 трофеев

«Ливерпуль»
- Чемпион Англии: 2019/20
- Обладатель Кубка Англии: 2021/22
- Обладатель Кубка Футбольной лиги (2): 2021/22, 2023/24
- Обладатель Суперкубка Англии: 2022
- Победитель Лиги чемпионов УЕФА: 2018/19
- Обладатель Суперкубка УЕФА: 2019
- Победитель Клубного чемпионата мира: 2019
- Финалист Лиги чемпионов УЕФА (2): 2017/18, 2021/22
- Финалист Лиги Европы УЕФА: 2015/16
- Итого: 8 трофеев

### Личные достижения
- Лучший клубный тренер года по версии МФФИИС: 2019[250]
- Обладатель награды «The Best FIFA Men’s Coach» (2): 2019, 2020
- Лучший спортивный эксперт года (HERBERT-Award) (3): 2007, 2009, 2011
- Футбольный тренер года в Германии (3): 2011[251], 2012[251], 2019
- Тренер года по версии Onze d’Or: 2019
- Тренер месяца английской Премьер-лиги (9): сентябрь 2016[126], декабрь 2018, март 2019, август 2019, сентябрь 2019, ноябрь 2019, декабрь 2019, январь 2020, май 2021
- Лучший тренер года по версии World Soccer Magazine: 2019
- Тренер года по версии Globe Soccer Awards: 2019
- Тренер года по версии FIFA (2): 2019, 2020
- Тренер года LMA (2): 2019/20, 2021/22
- Тренер сезона английской Премьер-лиги (2): 2019/20, 2021/22
- Орден «За заслуги перед Федеративной Республикой Германия» (2024)[220]

## Тренерская статистика
| Клуб              | Страна   | Начало работы   | Завершение работы | Показатели | Показатели | Показатели | Показатели | Показатели |
| Клуб              | Страна   | Начало работы   | Завершение работы | И          | В          | Н          | П          | %          |
| ----------------- | -------- | --------------- | ----------------- | ---------- | ---------- | ---------- | ---------- | ---------- |
| Майнц 05          | Германия | 27 февраля 2001 | 30 июня 2008      | 269        | 111        | 72         | 86         | 041,26     |
| Боруссия Дортмунд | Германия | 1 июля 2008     | 30 июня 2015      | 318        | 180        | 65         | 73         | 056,60     |
| Ливерпуль         | Англия   | 8 октября 2015  | 31 мая 2024       | 489        | 304        | 100        | 85         | 062,17     |
| Всего             | Всего    | Всего           | Всего             | 1075       | 594        | 237        | 244        | 055,26     |

## Личная жизнь
Клопп был женат дважды. Ранее он был женат на Сабине, и у них есть сын Марк (родился в 1988 году), который играл за ряд немецких клубов, включая молодёжный состав «Франкфурта», «Клайн Карбен», Дармштадт 98, «Боруссия Дортмунд II» и команду Крайслиги «Кеммингхаузен 1925». 5 декабря 2005 года Клопп женился на социальном работнике и детской писательнице Улле Сандрок. Они познакомились в пабе во время празднования Октоберфеста в том же году. У неё есть сын Деннис от предыдущего брака. 10 февраля 2021 года Клопп подтвердил, что его мать, Элизабет, умерла; он не смог присутствовать на её похоронах в Германии из-за ограничений на поездки COVID-19.
Клопп — лютеранин, он упоминал о своей вере на публике, ссылаясь на важность своих убеждений в интервью СМИ. Он обратился к религии более серьёзно после смерти своего отца, который был католиком, от рака печени в 1998 году.

## Вне футбола

### Телевидение
В 2005 году Клопп стал постоянным экспертом-комментатором на немецком телеканале ZDF, анализируя сборную Германии. Он работал аналитиком матчей во время чемпионата мира 2006 года, за что получил Deutscher Fernsehpreis за «Лучшее спортивное шоу» в октябре 2006 года, а также Евро-2008. После последнего турнира срок полномочий Клоппа подошёл к концу, и его сменил Оливер Кан. Во время чемпионата мира 2010 года Клопп работал на RTL вместе с Гюнтером Яухом, за что тренер снова получил награду в той же категории. Клопп также снимался в документальных фильмах «Тренер!» (2013) и «Und vorne hilft der liebe Gott» (2016).

### Общественная деятельность
В интервью для The Guardian в апреле 2018 года Клопп высказался против Brexit, заявив, что он «не имеет смысла», и выступил за проведение второго референдума .
В политическом плане Клопп считает себя левым. Он сказал журналисту Рафаэлю Хонигштайну:
Конечно, я левый... Моя политическая позиция такова, если у меня все хорошо, я хочу, чтобы у других тоже все было хорошо. Если есть что-то, чего я никогда не сделаю в своей жизни, это не буду голосовать за правых.

#### Позиция в поддержку вакцинации
Во время пандемии COVID-19 Клопп стал заметным сторонником вакцины COVID-19, а сам он сделал обе прививки, а также рекомендованную ревакцинацию к декабрю 2021 года. Он сравнил отказ от вакцинации с вождением в нетрезвом виде, сказав: «Я делаю вакцинацию не только для того, чтобы защитить себя, а чтобы защитить всех людей вокруг меня. Не понимаю, почему это ограничение свободы. Если это так, то запрет на вождение в нетрезвом состоянии тоже ограничение свободы. Но мы это принимаем. Мне сделали прививку, потому что я беспокоился о себе, но ещё больше о всех вокруг. Если я заражусь коронавирусом и буду страдать от него, то это моя вина. Если я заражусь и заражу кого-то ещё, то это тоже моя вина». Команда Клоппа «Ливерпуль» стала одной из немногих команд Премьер-лиги, которые прошли полную вакцинацию, и немец сказал, что это был акт солидарности.
Перед игрой «Ливерпуля» 16 декабря 2021 года, когда в Великобритании началась новая волна заболевания омикрон, Клопп использовал свои заметки в программе матча, чтобы порекомендовать болельщикам английского клуба сделать прививку, если они ещё не сделали этого, а также сказал им «игнорировать тех, кто делает вид, что что-то знает. Не обращайте внимания на ложь и дезинформацию. Слушайте тех, кто знает лучше. Если вы сделаете это, то всё закончится тем, что вы захотите вакцинироваться и ревакцинироваться».

### Рекламные кампании
Популярность Клоппа используется в рекламе, в частности, компаниями Puma, Opel и немецкой кооперативной банковской группой Volksbanken-Raiffeisenbanken. По данным Horizont, торгового журнала немецкой рекламной индустрии, и делового еженедельника Wirtschaftswoche, роль Клоппа в качестве «посла бренда» для Opel успешно помогла испытывающему трудности автопроизводителю увеличить продажи. Он также является послом немецкой антирасистской кампании «Нет места расизму» (нем. Kein Platz für Rassismus) и снялся в клипе на песню Komm hol die Pille raus автора детских песен Фолькера Розина для поощрения молодых футбольных талантов. С 2019 года Клопп стал послом Erdinger, немецкой пивоварни, известной своим пшеничным пивом. Тренер снялся в рекламной кампании этого пива, сказав барменам: «Никогда не пропускайте Erdinger». После завоевания «Ливерпулем» чемпионского титула в 2020 году пивоварня также выпустила специальную ограниченную серию банок с лицом и автографом Клоппа, которые были быстро распроданы в Интернете. В 2020 году он подписал контракт с компанией Adidas, согласившись стать послом бренда и носить их обувь на тренировках и в будущей рекламе. В 2021 году он снялся в рекламе Snickers.